# Ibériai vakond
Az ibériai vakond (Talpa occidentalis) az emlősök (Mammalia) osztályának Eulipotyphla rendjébe, ezen belül a vakondfélék (Talpidae) családjába tartozó faj, amely elsősorban az Ibériai-félszigeten honos. Ez a kis termetű állat a talajban ásva, rejtett életmódot folytat, alkalmazkodva a sötét környezethez. A faj különleges jellemzője, hogy teste a föld alatti ásáshoz kifejezetten adaptálódott, erőteljes mellső végtagokkal és rövid szőrzetű bundával rendelkezik, amely megkönnyíti a mozgást a járatokban. A korábbi rendszertani besorolások a rovarevők (Insectivora) rendjébe sorolták, de a modern genetikai kutatások alapján helyezték át a mai besorolásába. Az ibériai vakond földrajzilag elsősorban Spanyolország és Portugália területén fordul elő, ahol különböző talajtípusokhoz is képes alkalmazkodni, beleértve a mezőgazdasági területeket és természetes erdőségek talaját is.
A régebbi hagyományos rendszerbesorolások a rovarevők (Insectivora) rendjébe sorolták.

## Előfordulása
Az Ibériai-félsziget mindkét országában - Spanyolország, Portugália - megtalálható, ahol változatos élőhelyeken fordul elő, beleértve a mezőgazdasági területeket, a természetes erdőket és a füves réteket. Elsősorban a lazább, könnyen ásható talajokat részesíti előnyben, amelyek lehetővé teszik számára a járatok kiépítését. A faj elterjedését és fennmaradását az emberi tevékenységek, például a mezőgazdasági gyakorlatok, befolyásolják. Bár nem veszélyeztetett, populációi érzékenyek a földhasználat változásaira és a talaj minőségének romlására, amelyek csökkenthetik természetes élőhelyeinek kiterjedését.

## Életmódja
Mint az összes vakondfaj, az ibériai vakond is a föld alatt él. Nem kíméli a gerincteleneket, főleg a földigilisztát. Bonyolult járatrendszereket alakít ki, amelyek egyaránt szolgálnak búvóhelyként és vadászterületként. Táplálkozása elsősorban a talajban élő gerinctelenekre, különösen a földigilisztákra épül, amelyek táplálékának nagy részét alkotják. Az ibériai vakond vadászati stratégiája hatékony: érzékeny orrával és erőteljes ásólábaival gyorsan hozzáfér a talajban rejtőző zsákmányhoz. Ezen kívül elfogyaszt kisebb ízeltlábúakat, lárvákat és más puhatestűeket is, így fontos szerepet játszik a talaj ökoszisztémájában, hozzájárulva annak biológiai egyensúlyához és a talaj levegőztetéséhez.

## Rendszertan
Az ibériai vakond az eurázsiai vakondok (Talpa) nemébe tartozik, amely körülbelül 15 további fajt foglal magában, legismertebb képviselője pedig az európai vakond (Talpa europaea). Az eurázsiai vakondok a valódi vakondok (Talpini) nemzetségébe és a vakondfélék (Talpidae) családjába tartoznak. A valódi vakondok jellemzően földalatti életmódot folytató fajokat foglalnak magukba, míg a család többi tagja csak részben él a talaj alatt, felszíni vagy félig vízi életmódot folytatva.
Az ibériai vakond tudományos leírását Ángel Cabrera készítette 1907-ben. Cabrera a fajt Talpa caeca occidentalis néven a vak vakond (Talpa caeca) alfajaként vezette be. A holotípus egy körülbelül 10 cm hosszú, kifejlett hím példány, amelyet Cabrera La Granja környékén, Segovia közelében, a közép-spanyolországi Sierra de Guadarrama területén gyűjtött. Cabrera az ibériai vakondot elsősorban kisebb testmérete, szélesebb mellső lábai és a koponyán található egyedi jellemzők alapján különböztette meg a vak vakondtól.
1912-ben Gerrit S. Miller az ibériai vakondot önálló fajként ismerte el, amit Cabrera két évvel később az Iberica Fauna emlősökről szóló kötetében elfogadott. A 20. század során az ibériai vakondot időnként ismét a vak vakond alfajaként kezelték. A két forma közeli rokonságát többek között Georg H. W. Stein támogatta az 1960-as években. Azonban a citogenetikai vizsgálatok 1984-ben jelentős eltéréseket mutattak ki a kromoszómák számában: az ibériai vakond esetében 2n = 34, míg a vak vakond esetében 2n = 36 a kromoszómák száma. Az ezt követő genetikai vizsgálatok is egyértelmű különbségekre mutattak rá a két faj között.
Az ibériai vakond és a vak vakond további anatómiai különbségei közé tartozik a keresztcsont kialakítása: a vak vakond esetében a negyedik keresztcsigolyán található foramen hátrafelé nyitott, míg az ibériai vakondnál ez egy csontnyúlvánnyal fedett. A modern molekuláris genetikai vizsgálatok szerint az ibériai vakond közelebbi rokonságban áll az európai vakonddal, mint a vak vakonddal. Az ibériai vakond és az európai vakond elválása körülbelül 2,8 millió évvel ezelőtt, a pliocén és az alsó pleisztocén határán következett be, genetikai eltérésük több mint 8%-os. Az ibériai vakondhoz legközelebb álló faj az Aquitania-vakond, amely csak 2,4 millió éve vált le az ibériai vakond fejlődési vonaláról, és genetikai különbségük körülbelül 7,5%.
Az ibériai vakondot monotiipikus fajként tartják számon, vagyis nincsenek ismert alfajai. Genetikai vizsgálatok azonban három szubpopulációt különítettek el, amelyek az Ibériai-félsziget északi, nyugati és déli részein élnek. Az ibériai vakond fosszíliái nem ismertek. Egyes kutatások a Talpa minor fajjal, egy kihalt, kis méretű vakonddal próbálták rokonságba hozni, amely a pliocéntól a középső pleisztocénig Európa középső és keleti részén fordult elő. Azonban a fogazati különbségek, például az őrlőfogak relatív mérete miatt ez a kapcsolat valószínűtlennek tűnik.

## Tulajdonságai
Az ibériai vakond (Talpa occidentalis) kisebb testméretű vakondfaj, amely tökéletesen alkalmazkodott a földalatti életmódhoz. Testhossza általában 10–12 cm, tömege körülbelül 30–50 gramm között mozog. Sűrű, bársonyos bundája színezetében a sötétszürkétől a feketéig terjedhet, amely védi a bőrt a talaj dörzsölő hatásától, miközben megkönnyíti az állat mozgását a szűk járatokban. Szemei aprók és erősen redukáltak, a látás helyett a szaglásra és tapintásra támaszkodik a tájékozódás során. Mellső végtagjai erőteljesek és ásásra specializálódtak. Széles lapát alakú kezein hosszú, erős karmok találhatók, amelyek segítségével gyorsan és hatékonyan képes járatokat ásni a talajban. A koponya szerkezete szintén a földalatti életmódhoz adaptálódott, hosszúkás és erőteljes rágóizmokkal rendelkezik, amelyek megkönnyítik a földigiliszták és más gerinctelenek elfogyasztását.
Az ibériai vakond kromoszómáinak száma (2n = 34) megkülönbözteti más vakondfajoktól, például a vak vakondtól (Talpa caeca), amelynél ez az érték 2n = 36. Egyedülálló morfológiai jellemzője a keresztcsont szerkezete, amelyben a negyedik keresztcsigolya foramenje csontnyúlvánnyal fedett, ami eltér más közeli rokon fajokétól.
Az állat földalatti járatrendszerei nemcsak búvóhelyként, hanem vadászterületként is szolgálnak. Táplálkozása során főként földigilisztákat, rovarokat és lárváikat fogyasztja, de alkalmanként kisebb gerinceseket is zsákmányolhat. Életmódja hozzájárul a talaj ökológiai egészségének fenntartásához, mivel ásásával segíti a talaj levegőztetését és tápanyag-körforgását.